# 阎嵩
阎嵩（1981年3月20日—），是中国足球运动员，曾经入选过中国国家队。

## 职业生涯
阎嵩在1999年就进入了一队，是大连万达青年队同年龄段的球员中最早进入一线阵容的球员之一，此后在球队中的位置一直相对稳固。2008年赛季开始前，他与季铭义、王圣、翟彦鹏等多名主力一起被大连挂牌釋出，最终加盟了杭州绿城。
2010年，阎嵩加盟K联赛球队济州联。整个2010年赛季中，济州联队表现都很不错，最终拿到了K联赛亚军，但入队最晚的阎嵩无法获得在K联赛的出场机会，他只是代表济州联参加了两场韩国足协杯比赛。
2011年，阎嵩回归加盟大连实德，不过赛季结束后被弃用。2012年6月，阎嵩于二次转会加盟上海申花。
2014年，阎嵩轉會至大連超越足球俱樂部。